# Vista de la Torre Leandro en Constantinopla
Vista de la Torre Leandro en Constantinopla (en ruso: Вид Леандровой башни в Константинополе, romanizado: Vid Leándrovoy báshni v Konstantinópole) es la pintura del pintor marino armenio Iván Aivazovski. Esta obra fue pintada por el autor en 1881 y conservada en Galería Tretiakov en Moscú, Rusia.

## Descripción
El cuadro fue pintado por Aivazovski tras su viaje a Estambul. Representa la Torre de la Doncella, construida en el siglo XII sobre una pequeña roca en la entrada sur del estrecho del Bósforo en Üsküdar. Durante mucho tiempo ha servido de faro y amarre para barcos.
La torre se alza en medio del estrecho, y al fondo se ven barcos de velas blancas y las siluetas de los edificios de distritos de Fatih y Beyoğlu. 

## Leyenda
En 1110 el Emperador bizantino Alejo I Comneno construyó una torre de madera protegida por una muralla de piedra y la llamó Arkla (en griego: Άρκλα).  Desde la torre se extendía una cadena de hierro hacia otra torre construida en la costa europea, en el barrio de Mangana de Constantinopla.  El islote estaba conectado a la costa asiática mediante una muralla defensiva, cuyos restos subterráneos son todavía visibles. Hay muchas leyendas sobre la construcción de la torre y su localización. 
Según la leyenda turca más popular, un sultán tenía una hija muy querida y un día, un oráculo profetizó que sería asesinada por una serpiente venenosa en su 18.º cumpleaños. El sultán, en un esfuerzo por impedir la temprana muerte de su hija colocándola lejos de la tierra para mantenerla alejada de las serpientes, construyó esta torre en medio del Bósforo para proteger a su hija hasta su 18.º cumpleaños. La princesa se instaló en la torre, donde era visitada frecuentemente solo por su padre.
En el 18.º cumpleaños de la princesa, el emperador le llevó una cesta de frutas exóticas como regalo, contento de que había sido capaz de evitar la profecía. Sin embargo, al coger la cesta, un áspid que se escondía entre la fruta mordió a la joven princesa y esta murió en los brazos de su padre, justo como había predicho el oráculo. De ahí el nombre «Torre de la Doncella» (en turco: Kız Kulesi).
El antiguo nombre «Torre de Leandro» (en griego: Πύργος του Λεάνδρου) procede de otra historia sobre una doncella, el antiguo mito griego de Hero y Leandro. Hero (en griego: Ηρώ) era una sacerdotisa de Afrodita que vivía en una torre en Sestos, en la orilla del Helesponto (Dardanelos). Leandro (en griego: Λέανδρος), un joven de Abido, situado al otro lado del estrecho, se enamoró de ella y cruzaba cada noche el Helesponto para estar con ella. Hero encendía una lámpara cada noche en la cima de la torre para guiarle.
Sucumbiendo a las dulces palabras de Leandro y a su argumento de que Afrodita, como diosa del amor, despreciaría el culto de una virgen, Hero permitió que le hiciera el amor. Esta rutina se prolongó durante todo el verano, pero una tormentosa noche de invierno las olas sacudieron a Leandro en el mar y el viento apagó la luz de Hero, de manera que Leandro se perdió y se ahogó. Hero se tiró de la torre de dolor y también murió. Debido a la cercanía y similitudes entre los Dardanelos y el Bósforo, la historia de Leandro se atribuyó erróneamente a la torre.